# گوار (تبریز)
گوار یکی از روستاهای استان آذربایجان شرقی است که در دهستان میدان‌چای بخش باسمنج شهرستان تبریز واقع شده‌است. این روستا ۱۷۵ نفر جمعیت دارد.

## غیره
پژوهش حاضر بررسی مردم نگارانه روستای گوار است که با استفاده از روش مصاحبه و مشاهده و تجربه زیسته در این روستا انجام گرفته‌است. این تحقیق نشان می‌دهد که در طول زمان ویژگی‌های جمعیتی، جغرافیایی، بافت فرهنگی واجتماعی روستای گوار دست‌خوش تغییرات اساسی شده‌است.
اصالحات ارضی در سالهای گذشته و نیز طرح هادی در سال‌های اخیر عوامل مهم تغییر چهره و درون روستای گوار بوده‌اند. همانگونه که در ادامه مطرح خواهیم کرد روستای گوار به دلیل واقع بودن در مرکز منطقه شهر جدید شهریار تبریز که در برنامه احداث شهر جدید قرار دارد از اهمیت باالیی برخوردار می‌باشد، که دلیل اصلی و تأثیر گذار در مهاجرت اهالی این روستا به شهر تبریز و سایر شهرها می‌باشد. این روستا دارای جمعیتی بالغ بر ۲۱۰نفر درقالب ۳۵ خانوار می‌باشد. در این مطالعه به جمعیت واقعی) جمعیت ساکن در روستا (اشاره شده‌است وشامل مهاجرین نمی‌شود.

از آنجایی که فاصله زمانی روستای گوار با شهر تبریز حدود ۲۰ دقیقه است و حجم زیادی از مسافران (دانش جویان، دانش آموزان، کارگران و افراد دیگر) در این مسیر تردد می‌کنند، می‌بایست وسائط نقلیه عمومی وخصوصی کافی وجود می‌داشت که می‌توان گفت برای هر خانوار یک اتوموبیل وجود دارد و از موتور سیکلت به
صورت معدود استفاده می‌شود همچنین می‌توان گفت به دلیل کوچک بودن روستا اهالی در داخل روستا به صورت پیاده رفت و آمد می‌کنند. در مورد ادوات کشاورزی در این روستا از آنجایی که اهالی روستا زمین‌های زراعی خود را به شرکت تحت نظر سپاه پاستاران جهت احداث شهر جدید شهریار تبریز در سال ۱۳۷۴ فروخته‌اند و تعداد معدودی از زمین‌های زراعی خود را جهت زراعت نگه داشته‌اند، می‌توان گفت حدوداً برای هر دو خانوار یک تراکتور با تمام ادوات کشاورزی جمعاً ۲۰ عدد تراکتور وجود دارد.